# Râul Limbășelu Mare
Râul Limbășelu Mare este un curs de apă, unul din cele două brațe care formează râul Limbășelu.

## Hărți
- Harta Munții Baiului  Arhivat în 15 iunie 2011, la Wayback Machine.
- Harta județului Prahova